# Nathália Rossi
Nathália Rossi (* 28. April 1989) ist eine ehemalige brasilianische Tennisspielerin.

## Karriere
Rossi begann mit zwölf Jahren das Tennisspielen und bevorzugte Hartplätze. Sie spielte hauptsächlich auf Turnieren des ITF Women’s Circuit, wo sie sechs Einzel- und sieben Doppeltitel gewonnen hat.
Auf der WTA Tour trat sie 2010 bei den Turnieren in Bogota und Monterrey in der Qualifikation an, scheiterte aber beide Male bereits in der ersten Runde. Auch in der Qualifikation zum Brasil Tennis Cup in Florianópolis im Jahr 2014 kam sie nicht über die erste Runde hinaus.
Ihr letztes internationale Turnier spielte Rossi im Februar 2018. Sie wird seit Juli 2017 nicht mehr in den Weltranglisten geführt.

## Turniersiege

### Einzel
| Nr. | Datum            | Turnier    | Kategorie   | Belag     | Finalgegnerin         | Ergebnis      |
| --- | ---------------- | ---------- | ----------- | --------- | --------------------- | ------------- |
| 1.  | 4. März 2006     | Benin City | ITF $10.000 | Hartplatz | Davinia Lobbinger     | 6:2, 3:6, 6:3 |
| 2.  | 25. Mai 2008     | Managua    | ITF $10.000 | Hartplatz | Paula Zabala          | 3:6, 6:1, 6:4 |
| 3.  | 27. Juli 2008    | Brasília   | ITF $10.000 | Sand      | Fernanda Hermenegildo | 6:2, 6:4      |
| 4.  | 6. Juni 2010     | São Paulo  | ITF $10.000 | Sand      | Roxane Vaisemberg     | 6:4, 6:3      |
| 5.  | 31. Oktober 2010 | Itu        | ITF $10.000 | Sand      | Barbara Rush          | 6:4, 6:4      |
| 6.  | 13. August 2011  | São Paulo  | ITF $10.000 | Sand      | Patricia Ku Flores    | 6:2, 6:3      |

### Doppel
| Nr. | Datum            | Turnier               | Kategorie   | Belag     | Partnerin       | Finalgegnerinnen                     | Ergebnis          |
| --- | ---------------- | --------------------- | ----------- | --------- | --------------- | ------------------------------------ | ----------------- |
| 1.  | 24. Mai 2008     | Managua               | ITF $10.000 | Hartplatz | Natalia Guitler | Kit Carson Nicole Monteiro           | 3:6, 7:62, [11:9] |
| 2.  | 30. Oktober 2009 | Fortaleza             | ITF $10.000 | Sand      | Emilia Yorio    | Raquel Piltcher Roxane Vaisemberg    | 1:6, 6:1, [10:6]  |
| 3.  | 13. Mai 2011     | Itaparica             | ITF $10.000 | Hartplatz | Daniela Seguel  | Andrea Benítez Raquel Piltcher       | 3:6, 6:0, [10:7]  |
| 4.  | 16. März 2013    | Orlando               | ITF $10.000 | Sand      | Nikola Fraňková | Tetjana Arefjewa Kateřina Kramperová | 7:5, 2:6, [10:8]  |
| 5.  | 26. April 2013   | São Paulo             | ITF $10.000 | Sand      | Raquel Piltcher | Melina Ferrero Ivania Martinich      | 6:3, 6:0          |
| 6.  | 8. November 2013 | São José do Rio Preto | ITF $10.000 | Sand      | Gabriela Cé     | Carolina M. Alves Juliana Cardoso    | 6:3, 6:4          |
| 7.  | 7. Juni 2014     | Campos do Jordão      | ITF $15.000 | Hartplatz | Laura Pigossi   | Victoria Bosio Ana Clara Duarte      | 6:4, 6:2          |